# Idiopyga
Idiopyga is een ondergeslacht van het geslacht van insecten Dicranomyia binnen de familie steltmuggen (Limoniidae).

## Soorten
- D. (Idiopyga) alpina (Bangerter, 1948)
- D. (Idiopyga) byersi (Oosterbroek, 2009)
- D. (Idiopyga) ctenopyga (Alexander, 1943)
- D. (Idiopyga) danica (Kuntze, 1919)
- D. (Idiopyga) esbeni (Nielsen, 1940)
- D. (Idiopyga) grahamiana (Alexander, 1933)
- D. (Idiopyga) halterella (Edwards, 1921)
- D. (Idiopyga) intricata (Alexander, 1927)
- D. (Idiopyga) klefbecki (Tjeder, 1941)
- D. (Idiopyga) lackschewitzi (Edwards, 1928)
- D. (Idiopyga) lulensis (Tjeder, 1969)
- D. (Idiopyga) magnicauda (Lundstrom, 1912)
- D. (Idiopyga) megacauda (Alexander, 1924)
- D. (Idiopyga) melleicauda (Alexander, 1917)
- D. (Idiopyga) murina (Zetterstedt, 1851)
- D. (Idiopyga) nigristigma (Nielsen, 1919)
- D. (Idiopyga) piscataquis (Alexander, 1941)
- D. (Idiopyga) ponojensis (Lundstrom, 1912)
- D. (Idiopyga) retrograda (Alexander, 1941)
- D. (Idiopyga) sternolobata (Alexander, 1936)
- D. (Idiopyga) stigmatica (Meigen, 1830)
- D. (Idiopyga) tseni (Alexander, 1938)
- D. (Idiopyga) violovitshi (Savchenko, 1974)